# Ушаковка (Нижньогородська область)
Ушаковка (рос. Ушаковка) — присілок в Лисковському районі Нижньогородської області Російської Федерації.
Населення становить 127 осіб. Входить до складу муніципального утворення Трофимовська сільрада.

## Історія
Від 2009 року входить до складу муніципального утворення Трофимовська сільрада.

## Населення
| 2002 | 2010 |
| ---- | ---- |
| 127  | →127 |